# 63 (liczba)
63 (sześćdziesiąt trzy) – liczba naturalna następująca po 62 i poprzedzająca 64.

## 63 w nauce
- liczba atomowa europu
- obiekt na niebie Messier 63
- galaktyka NGC 63
- planetoida (63) Ausonia

## 63 w kalendarzu
63. dniem w roku jest 4 marca (w latach przestępnych jest to 3 marca). Zobacz też, co wydarzyło się w roku 63.